# Liste der Kulturgüter in Eschenz
Die Liste der Kulturgüter in Eschenz enthält alle Objekte in der Gemeinde Eschenz im Kanton Thurgau, die gemäss der Haager Konvention zum Schutz von Kulturgut bei bewaffneten Konflikten, dem Bundesgesetz vom 20. Juni 2014 über den Schutz der Kulturgüter bei bewaffneten Konflikten sowie der Verordnung vom 29. Oktober 2014 über den Schutz der Kulturgüter bei bewaffneten Konflikten unter Schutz stehen.
Objekte der Kategorien A und B sind vollständig in der Liste enthalten, Objekte der Kategorie C fehlen zurzeit (Stand: 1. Januar 2023).

## Kulturgüter
| Foto | | Objekt                                                                                      | Kat. | Typ | Standort                                 | Beschreibung                                                               |
| ---- | --- | ------------------------------------------------------------------------------------------- | ---- | --- | ---------------------------------------- | -------------------------------------------------------------------------- |
| ja   | Datei hochladen · Wikidata zu Wallfahrtskapelle St. Otmar (Q29525873)                                                  | Wallfahrtskapelle St. Otmar KGS-Nr.: 04995                                                  | A    | G   | Insel Werd 1 707306 / 279254             |                                                                            |
| ja   | Datei hochladen · Wikidata zu Schloss Freudenfels (Q5503257)                                                           | Schloss Freudenfels KGS-Nr.: 04996                                                          | A    | G   | Freudenfels 1.1, 4 709070 / 277490       |                                                                            |
| ja   | Datei hochladen · Wikidata zu Werd (Q681029)                                                                           | Insel Werd, prähistorische Seeufersiedlung KGS-Nr.: 10238                                   | A    | F   | 707251 / 279300                          | Bestandteil des UNESCO-Welterbes «Prähistorische Pfahlbauten um die Alpen» |
| ja   | Datei hochladen · Wikidata zu Tasgetium (Q1331160)                                                                     | Insel Werd / Tasgetium, römischer Vicus mit Brücke KGS-Nr.: 16725                           | A    | G   | 707250 / 279300                          |                                                                            |
| BW   | Datei hochladen · Wikidata zu Seeäcker / Orkopf / Stad, neolithische und bronzezeitliche Seeufersiedlungen (Q29882800) | Seeäcker / Orkopf / Stad, neolithische und bronzezeitliche Seeufersiedlungen KGS-Nr.: 04997 | B    | F   | Seeweg 708580 / 278750                   |                                                                            |
| ja   | Datei hochladen · Wikidata zu Katholische Kirche Mariä Himmelfahrt (Q29882799)                                         | Katholische Kirche Mariä Himmelfahrt KGS-Nr.: 13692                                         | B    | G   | Frauenfelderstrasse 11.1 707933 / 278302 |                                                                            |
| ja   | Datei hochladen · Wikidata zu Gasthof Zum Raben (Q29882797)                                                            | Gasthof Zum Raben KGS-Nr.: 13693                                                            | B    | G   | Hauptstrasse 89 707921 / 278461          |                                                                            |